# Czarnobyl (miniserial)
Czarnobyl – brytyjsko-amerykański pięcioodcinkowy miniserial stworzony przez Craiga Mazina i wyreżyserowany przez Johana Rencka.
Serial przedstawia fabularyzowaną historię katastrofy w Czarnobylskiej Elektrowni Jądrowej. Film częściowo został oparty na książce Swiatłany Aleksijewicz pt. Krzyk Czarnobyla.

## Obsada
- Jared Harris – Walerij Legasow, zastępca dyrektora Instytutu Energii Atomowej im. Kurczatowa i członek rządowej komisji ds. likwidacji katastrofy w Czarnobylu.
- Stellan Skarsgård – Boris Szczerbina, wiceprzewodniczący Rady Ministrów ZSRR i szef Komisji Paliw i Energii przy Radzie Ministrów, szef komisji rządowej ds. reagowania kryzysowego.
- Emily Watson – Uliana Chomiuk, fikcyjna postać złożona, naukowiec z Instytutu Energii Jądrowej Akademii Nauk Białoruskiej SRR, członek rządowej komisji ds. reagowania kryzysowego.
- Paul Ritter – Anatolij Diatłow, zastępca głównego inżyniera ds. eksploatacji elektrowni jądrowej w Czarnobylu.
- Adrian Rawlins – Nikołaj Fomin, główny inżynier elektrowni jądrowej w Czarnobylu.
- Con O’Neill – Wiktor Briuchanow, dyrektor elektrowni jądrowej w Czarnobylu.
- Kieran O’Brien – Walerij Chodemczuk, operator pomp na nocnej zmianie.
- Sam Troughton – Aleksandr Akimow, szef nocnej zmiany reaktora nr 4.
- Robert Emms – Leonid Toptunow, starszy inżynier kontroli reaktorów.
- Mark Lewis Jones – generał pułkownik Władimir Pikałow, dowódca wojsk chemicznych ZSRR.
- Jessie Buckley – Ludmiła Ignatenko, żona Wasilija Ignatenki.
- Adam Nagaitis – Wasilij Ignatenko, 25-letni strażak, dowódca oddziału HRPC-6 mieszkający w Prypeci.
- David Dencik – Michaił Gorbaczow, sekretarz generalny Komitetu Centralnego KPZR.
- Adam Lundgren – Wiaczesław Brażnik, starszy operator turbin.
- Karl Davies – Wiktor Proskuriakow, starszy inżynier reaktora.
- Jay Simpson – Walerij Pierewaczenko, brygadier w sekcji reaktorów.
- Billy Postlethwaite – Boris Stolarczuk, starszy inżynier bloku nr 4.
- Donald Sumpter – Szarkow, członek Komitetu Wykonawczego Miasta Prypeć.
- Michael Colgan – Michaił Szczadow, minister górnictwa ZSRR.
- Alex Ferns – Andriej Głuchow, brygadier górników z kopalni węgla w Tule, wysłany wraz z drużyną do wykopania tunelu celem powstrzymania paliwa jądrowego przed dotarciem do wód gruntowych i skażenia ich.
- James Cosmo – jeden z górników, wysłany, by powstrzymać paliwo jądrowe przed dostaniem się do wód gruntowych.
- Ralph Ineson – generał major Nikołaj Tarakanow, dowódca jednostek wojskowych likwidatorów.
- Fares Fares – Baczo, gruziński żołnierz Armii Radzieckiej, weteran wojny w Afganistanie, jeden z likwidatorów szkolący Pawła.
- Barry Keogan – Paweł, cywil powołany do pełnienia funkcji likwidatora.
- Alan Williams – Wiktor Czebrikow, przewodniczący KGB ZSRR.
- Baltasar Breki Samper – Aleksiej Ananienko, jeden z ochotników mający za zadanie opróżnić zbiorniki wody.
- Philip Barantini – Walerij Biespałow, jeden z ochotników mający za zadanie opróżnić zbiorniki wody
- Oscar Giese – Borys Baranow, jeden z ochotników mający za zadanie opróżnić zbiorniki wody.

## Odcinki
| 1 | 1:23:45                      | Johan Renck | Craig Mazin | 6 maja 2019    |
| 26 kwietnia 1986 r., Ukraińska SRR. Pracownicy zakładu i strażacy poświęcają życie, aby opanować katastrofalną eksplozję w radzieckiej elektrowni jądrowej. |                              |             |             |                |
| 2 | Please Remain Calm           | Johan Renck | Craig Mazin | 13 maja 2019   |
| W obliczu zagrożenia wielu milionów ludzi po wybuchu w Czarnobylu, fizyk jądrowy Uliana Chomiuk podejmuje desperacką próbę dotarcia do Walerija Legasowa, czołowego radzieckiego fizyka jądrowego i ostrzega go przed groźbą drugiej eksplozji, która mogłaby zniszczyć kontynent. |                              |             |             |                |
| 3 | Open Wide, O Earth           | Johan Renck | Craig Mazin | 20 maja 2019   |
| Ludmiła Ignatienko, mieszkanka Prypeci, ignoruje ostrzeżenie o skażeniu męża strażaka. Walerij Legasow przedstawia plan dekontaminacji, uwzględniający ryzyko dla ludzi. |                              |             |             |                |
| 4 | The Happiness of All Mankind | Johan Renck | Craig Mazin | 27 maja 2019   |
| Walerij Legasow i radziecki wicepremier Boris Szczerbina rozważają użycie łazików księżycowych do usuwania radioaktywnych szczątków, podczas gdy Uliana Chomiuk napotyka rządowe przeszkody w ustaleniu prawdy o przyczynie eksplozji.                                             |                              |             |             |                |
| 5 | Vichnaya Pamyat              | Johan Renck | Craig Mazin | 3 czerwca 2019 |
| Walerij Legasow, Boris Szczerbina i Uliana Chomiuk ryzykują życiem i reputacją, aby ujawnić prawdę o Czarnobylu. |                              |             |             |                |

## Produkcja
26 lipca 2017 ogłoszono, że HBO zamówiło serial Czarnobyl, będący pierwszą koprodukcją z Sky Television. Scenariusz pięcioodcinkowego miniserialu miał napisać Craig Mazin, a reżyserem miniserialu został Johan Renk. Mazin wystąpił również jako producent wykonawczy wraz z Carolyn Strauss i Jane Featherstone, a Chris Fry i Renk działali jako producenci wykonawczy.
11 marca 2019 r. ogłoszono, że premiera miniserialu odbędzie się 6 maja 2019.
28 marca 2019 roku w Internecie został opublikowany zwiastun przyszłego serialu telewizyjnego.

### Obsada
Jednocześnie wraz z pierwszą zapowiedzą produkcji potwierdzono, że Jared Harris zagra w serialu. 19 marca 2018 r. ogłoszono, iż Stellan Skarsgård i Emily Watson dołączyli do głównej obsady. W maju 2018 roku ogłoszono, że do ekipy aktorskiej dołączyli również Paul Ritter, Jesse Buckley, Adrian Rawlins i Con O’Neill.

### Zdjęcia
Zdjęcia główne realizowano na Litwie w okresie od kwietnia do maja 2018 r. oraz w czerwcu w Kijowie. Większość badań terenowych jednostek elektrowni jądrowej w Czarnobylu miała miejsce w nieczynnej od 2009 roku Ignalińskiej Elektrowni Atomowej, która ma reaktory tego samego typu (RBMK), jak elektrownia jądrowa w Czarnobylu. Sceny w mieście Prypeć zostały zrealizowane w Wilnie, w rejonie Fabianiszki.

### Wersja polska
Polską wersję na zlecenie HBO opracowało warszawskie studio Start International Polska. Autorką tekstu jest Karolina Bober, zaś lektorem – Janusz Szydłowski.

## Fabuła serialu a rzeczywiste wydarzenia
Miniserial Czarnobyl jest fabularyzowaną wersją wydarzeń związanych z katastrofą czarnobylską i zawiera wiele wątków autentycznych: 
- wiele postaci (m.in. Walerij Legasow, Boris Szczerbina, Anatolij Diatłow, kierownictwo elektrowni, załoga zmiany z 26 kwietnia 1986 r., a także ówczesny przywódca ZSRR Michaił Gorbaczow) jest wzorowanych na prawdziwych osobach,
- w ścieżce dźwiękowej wykorzystano autentyczne nagrania: rozmów jednostek straży pożarnej (odc. 1)[9] oraz informacji w zachodnich stacjach TV i komunikatu o ewakuacji (odc. 2).

Niektóre elementy fabuły tylko nawiązują do prawdziwych postaci i zdarzeń lub są ich połączeniem. Między innymi: 
- postać Uliany Chomiuk jest uosobieniem różnych radzieckich naukowców biorących udział w badaniu katastrofy[10],
- przedstawiona w odc. 2 katastrofa śmigłowca w rzeczywistości miała miejsce dopiero w październiku 1986 r., w czasie rozpylania mieszanki dezaktywacyjnej nad reaktorem (a więc kilka miesięcy po wydarzeniach pokazanych w miniserialu), a nie w czasie gaszenia pożaru reaktora[11],
- postacie strażaka Ignatenki i jego żony są połączeniem rzeczywistego małżeństwa o tym nazwisku oraz innych postaci opisanych m.in. w zbiorze reportaży Swietłany Aleksijewicz[12].

Wiele scen i tez zaprezentowanych w miniserialu różni się od wydarzeń autentycznych, np. śmierć Walerija Legasowa miała miejsce 27 kwietnia 1988 roku a nie 26 kwietnia.